# Gesto dell'okay

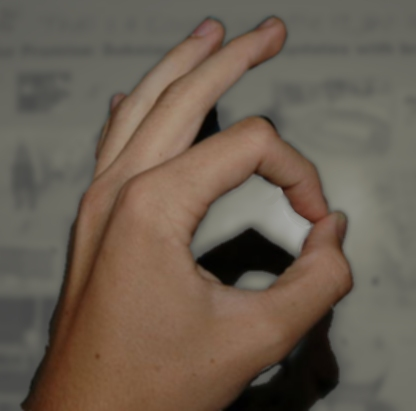
Gesto dell'OK

Il gesto dell'OK è un gesto della mano che viene eseguito collegando il pollice e il dito indice a formare un cerchio, con il palmo della mano aperto e tenendo le altre dita dritte o rilassate; essa viene utilizzata come una forma di comunicazione non verbale. In molte parti del mondo, tra cui Europa e Stati Uniti, è sinonimo della parola OK, che indica approvazione, assenso, accordo o che tutto va bene. In altri contesti o culture, questo stesso gesto può avere significati o connotazioni diversi, inclusi quelli negativi o offensivi. Per esempio, negli Stati di cultura araba, la Russia e il Brasile, esso assume significati offensivi e osceni.